# Grbavica
Grbavica är ett samhälle i Bosnien och Hercegovina.   Det ligger i distriktet Brčko, i den nordöstra delen av landet, 120 km norr om huvudstaden Sarajevo. Grbavica ligger 88 meter över havet och antalet invånare är 557.
Terrängen runt Grbavica är platt, och sluttar norrut. Närmaste större samhälle är Brčko, 4,4 km öster om Grbavica.
Runt Grbavica är det i huvudsak tätbebyggt. Runt Grbavica är det ganska tätbefolkat, med 116 invånare per kvadratkilometer.